# Democratie

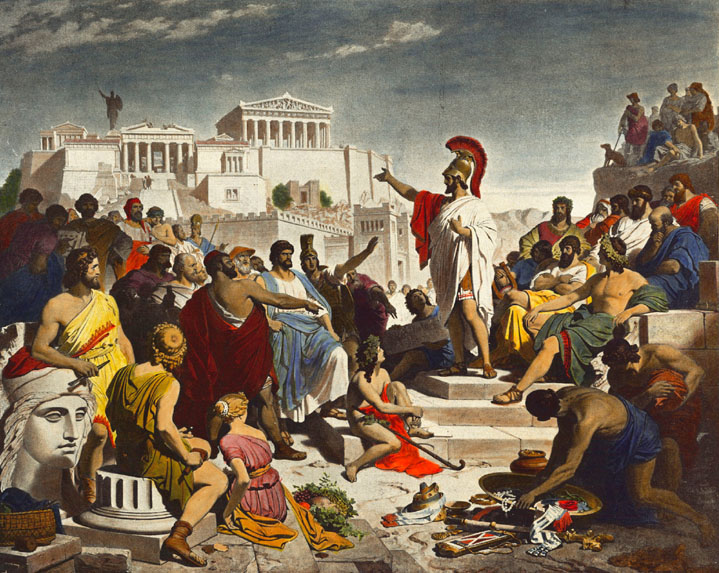
Perikles spreekt de volksvergadering van Athene toe (geromantiseerde voorstelling door Philipp von Foltz, 1853). De Atheense volksvergadering geldt in het Westen als het oervoorbeeld van democratisch bestuur.

Democratie-index (2019)

Democratie (van het Grieks δῆμος/dèmos, "volk" en κρατειν/kratein, "heersen", dus letterlijk "volksheerschappij") is een bestuursvorm waarin de wil van het volk de bron is van legitieme machtsuitoefening. Men onderscheidt directe democratie, waarin burgers persoonlijk stemmen over wetten, besluiten en benoemingen, en indirecte, waarin het volk zich laat vertegenwoordigen door een gekozen orgaan, zoals een raad of parlement.
In een democratie is de voltallige bevolking soeverein en is alle autoriteit gebaseerd op de (minstens theoretische) instemming van het volk. Deze bestuursvorm is gebaseerd op het menselijke gelijkheidsideaal. Als iedereen vrij en gelijk in waardigheid en rechten geboren is (zoals in het eerste artikel van de Universele Verklaring van de Rechten van de Mens staat) dan heeft ook niemand méér recht dan een ander om bepaalde wetten vast te stellen of beslissingen te nemen. Het toepassen van die theorie in de politieke praktijk is vaak niet eenvoudig en kent vele aspecten.

Zo stelde Alexis de Tocqueville dat vrijheid en gelijkheid op gespannen voet met elkaar staan. Een te grote vrijheid gaat ten koste van de gelijkheid, maar andersom geldt hetzelfde. Ook waarschuwde hij voor de tirannie van de meerderheid. Niet alleen kunnen minderheden zo in de verdrukking komen en hun toevlucht zoeken in geweld, ook de meerderheid zelf kan hier het slachtoffer van worden.

## Geschiedenis
De oudst bekende democratie was die van Athene in de Griekse oudheid (6e tot 4e eeuw v. Chr.). Alle vrije burgers van Athene stemden in een centrale volksvergadering op gelijke voet over wetgeving en benoemingen voor belangrijke posten; via een schervengericht konden ambtsdragers die te veel macht naar zich toetrokken, weer worden afgezet. Het stemrecht was wel zeer beperkt: vrouwen, slaven en metoiken (vreemdelingen, "medebewoners") mochten in Athene niet meebeslissen.
Ook in andere staten in de oudheid bestonden democratische instituten, maar doorgaans was de macht daarvan ingeperkt. In de Romeinse Republiek, bijvoorbeeld, werden de plebejers (de klasse van vrije handwerkslieden) vertegenwoordigd door de volkstribunen. De macht lag echter voornamelijk bij de senaat, die samengesteld werd door de elite. Naast de democratische bestond een aparte republikeinse traditie, die als gematigd alternatief voor de democratie werd bejubeld door onder anderen Aristoteles, Cicero en Polybius.
Het Romeinse model van de republiek gold in Europa eeuwenlang als het ideale politieke model en inspireerde bijvoorbeeld de heersende klassen van de Italiaanse stadstaten (vanaf de late middeleeuwen). Een democratisch tegengeluid werd gegeven door Machiavelli, die in zijn Verhandelingen (1519) het volk van de steden waarschuwde tegen de elite (de grandi). Machiavelli meende dat de elite altijd in haar eigen belang zou besturen als ze niet gecontroleerd werd door het volk; hij stelde voor om tegenwicht te bieden door instituten als de volkstribunen en het schervengericht in ere te herstellen.
De moderne democratie kwam pas tot stand toen er volledig algemeen kiesrecht was ingevoerd. In veel landen kregen vrouwen pas na de Eerste Wereldoorlog kiesrecht. In Zwitserland pas in 1971. In de VS mochten zwarte mensen pas vanaf de jaren 1960/1970 stemmen.

## Bestanddelen
Om van een democratisch proces te kunnen spreken, dienen de volgende vier fundamentele elementen aanwezig te zijn:
1. recht van initiatief; elke deelnemer moet vrij zijn om een initiatief te kunnen nemen en een wetsvoorstel of wetswijziging in te dienen;
2. recht op spreken; elke deelnemer moet in gelijke mate de kans hebben de andere deelnemers te informeren en met hen van gedachten te wisselen over het voorstel dat ter tafel ligt;
3. stemrecht; elke deelnemer moet de gelegenheid hebben een stem over het voorstel te kunnen uitbrengen. Een overeengekomen meerderheid van de stemmen bepaalt of het voorstel al dan niet aangenomen wordt;
4. gelijkheid; elke deelnemer dient gelijk te zijn aan een ander in het democratisch proces, zowel in deelneming tijdens het stemmen alsook door gelijkwaardig vertegenwoordigd te zijn.

Voor elk van deze vier elementen kunnen specifieke richtlijnen gelden.

## Definities
Democratie is onder meer:
- Wij hebben een staatsvorm die geen kopie is van de instellingen van onze naburen. In plaats van anderen na te bootsen, zijn wij juist een voorbeeld voor hen. Onze staatsvorm heet 'een democratie', omdat ze in handen is van velen en niet van enkelen. In persoonlijke geschillen verzekeren onze wetten gelijk recht aan allen en de publieke opinie eert eenieder die zich door iets onderscheidt, in het openbare leven boven anderen, niet om de klasse, waartoe hij behoort, maar om zijn eigenwaarde. 'Armoede' is voor niemand - die de staat van nut kan zijn - een beletsel, hoe gering zijn aanzien ook is. (Perikles' lijkrede - Perikleous logos epitaphios - zoals vastgelegd door Thoukydides, II 37.[3]
Dit is mogelijk de oudst geattesteerde definitie van democratie. Deze was opgenomen in het eerste ontwerp van het Verdrag tot vaststelling van een Grondwet voor Europa, maar werd door Ierland afgewezen (zeer tegen de zin van Griekenland en Cyprus).[4]
- Het universele recht om deel te nemen aan de politieke macht, dat wil zeggen: het recht van alle burgers om te stemmen en te participeren in de politiek. Een land is democratisch als het volk het recht heeft zijn eigen regering te kiezen in periodieke, geheime verkiezingen met verschillende partijen op basis van algemeen en gelijk stemrecht voor volwassenen. (Francis Fukuyama)
- Een staatsvorm waarin (een vertegenwoordiging van) het volk de hoogste macht heeft en een overwegende invloed heeft op het regeringsbeleid. (Instituut voor Publiek en Politiek)
- Regering van het volk, door het volk, voor het volk. (Abraham Lincoln[5])
- Een regering waar we zonder bloedvergieten van af kunnen – bijvoorbeeld via algemene verkiezingen; dat wil zeggen, de maatschappelijke instellingen leveren middelen waarmee de heersers kunnen worden afgezet door de overheersten, en de sociale tradities waarborgen dat deze instellingen niet eenvoudig door de machthebbers zijn te vernietigen. (Karl Popper[6])

Voor een uitgebreide historische bloemlezing over wat vele denkers zoal onder "democratie" hebben verstaan: zie Arne Naess, Jens A. Christophersen & Kjell Kvalø Democracy, ideology and objectivity.

## Soorten democratie
Er zijn vele verschillende vormen van democratie. Sommige naties zoals Zweden kennen slechts een enkel huis van afgevaardigden. Andere als Nederland hebben een huis van afgevaardigden en een senaat. Deze beide vormen komen voor zonder president (Denemarken met een huis en Italië met huis en senaat) dan wel met een president (Finland met een huis en Frankrijk met huis en senaat). Sommige naties hebben een kiessysteem dat voor een deel indirect is, waarbij niet de stemmers, maar de afgevaardigden een vertegenwoordiger kiezen. Zo kiezen in Duitsland de direct gekozen afgevaardigden de indirect gekozen president. Een representatieve democratie is de term voor vertegenwoordigers die door middel van een selectieproces zijn gekozen. Dit is in de meeste landen in het Westen het geval.

### Basisvormen

#### Directe democratie
Directe democratie is de oorspronkelijke vorm van democratie zoals gevonden bij de oude Grieken. Directe democratie is een vorm van beslissing waarbij de uitkomst door een meerderheid bepaald wordt. Dat kan effectief zijn, maar het kan ook tot een beslissingsproces leiden waarbij de ene beslissing door de andere beslissing opgevolgd wordt zonder dat er voldoende over nagedacht is.
Bij het begin van de 21e eeuw zijn verschillende methodes ontstaan waardoor iedereen kan stemmen via internet of gsm, wat een vorm van directe democratie is. Het is echter ook een vorm waarbij de meerderheid het voor het zeggen heeft en waarbij er een risico is op de tirannie van de meerderheid. Directe democratie in de moderne betekenis van het woord duidt op instrumenten waarbij opnieuw de deelnemers direct de uitkomst beïnvloeden zonder de 'omwerking' van een parlement. Voorbeelden zijn het bindend referendum en het volksinitiatief.
In een systeem zonder vertegenwoordigers, bijvoorbeeld aangehangen door Akiva Orr, is er geen rol weggelegd voor politieke partijen en een parlement. Jean-Jacques Rousseau was een groot voorstander van de directe democratie.
De Volksvergadering is een vorm van directe democratie, die onder andere toegepast werd en wordt in Athene (de Ekklesia), Zwitserland (de Landsgemeinde), Noord-Amerika (de Town-meeting) en het voormalige Joegoslavië (het bedrijfsradenstelsel). Volksraadplegingen en plebiscieten worden ook weleens tot vormen van directe democratie gerekend, maar door hun niet-bindende karakter behoren zij niet specifiek tot deze categorie.

#### Representatieve democratie
Representatieve democratie wordt ook wel parlementaire democratie genoemd.
De representatieve democratie ontstond als praktische oplossing bij het groeien van het aantal mensen binnen de democratie: het was praktisch niet mogelijk dat iedereen direct over elk onderwerp meebesliste. De meeste westerse democratieën zijn parlementaire en daarmee representatieve democratieën. Er zijn verschillen in kiesstelsels. Sommige landen verdelen zich in districten die elk een winnaar als afgevaardigde sturen, terwijl andere landen alle zetels rondom de tafel gelijkelijk verdelen naar de uitslag van de algehele uitslagen.
In een representatieve democratie draagt het volk een aantal nauwkeurig gedefinieerde bevoegdheden voor een beperkte tijd over aan een aantal afgevaardigden, die het volk 'representeren' en de wil van het volk uitvoeren. Deze bevoegdheden bevinden zich onder andere op het terrein van de wetgevende macht. Na een aantal jaren worden nieuwe verkiezingen gehouden. Deze overdracht van macht dient nauwkeurig bewaakt te worden om te voorkomen dat de overdracht definitieve karaktertrekken krijgt. De reeds genoemde verkiezingen na een aantal jaren waarbij een afgevaardigde zijn bevoegdheden worden afgenomen, is hier een van. Vrijheid van pers is een tweede. Elementen uit de directe democratie zoals een referendum kunnen ook een tegenwicht vormen.

### Varianten
- Consensusdemocratie
- Deliberatieve democratie
- Demarchie
- Lottocratie
- Participatiedemocratie

## Democratie en verkiezingen

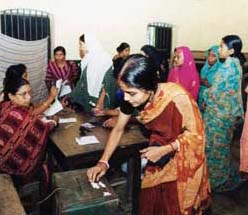
Vrouwen in Bangladesh maken gebruik van hun stemrecht.

Verkiezingen dienen altijd vrij te zijn. Hiervoor dienen verkiezingen aan een aantal voorwaarden te voldoen:
- Iedere volwassene moet kunnen stemmen: beperkingen waardoor belangrijke delen van de bevolking niet aan de verkiezingen kunnen deelnemen geven een uitslag die niet representatief is voor de wensen van de bevolking.
- Er moeten verschillende politieke partijen zijn waaruit gekozen kan worden: binnen een eenpartijstelsel is er geen garantie dat deze partij voldoende ruimte voor alle wensen uit de bevolking biedt.
- De verkiezingen moeten geheim zijn: door de keuze van elke kiezer geheim te houden hoeft de kiezer geen vrees te koesteren voor maatregelen wanneer hij niet op de winnaar van de verkiezingen gestemd heeft.
- De verschillende partijen moeten voldoende toegang tot de media hebben gehad: wanneer alleen de huidige regerende partij of coalitie mediaruimte krijgt, ontstaat een zeer ongebalanceerde situatie.

De Atheense democratie was overwegend een directe democratie. Er bestond een aantal magistraatsfuncties met aanzienlijke macht. Deze functies werden niet toegewezen door te kiezen, maar door te loten. Verkiezing zag men als oligarchisch, alleen met loting had elke (mannelijke) burger een even grote kans een functie te bekleden. Er bestonden controles en mogelijkheden om iemand af te zetten, wanneer bleek dat een door loting gekozen magistraat zijn functie niet goed uitvoerde. Ook in Italiaanse stadstaten in de middeleeuwen werd een deel van de magistraten door loting gekozen. Ook in later tijd (onder meer Jean-Jacques Rousseau, Charles de Montesquieu) werden verkiezingen met oligarchie geassocieerd. De laatste staat waar magistraten door loting werden gekozen (Venetië) hield in 1797 op te bestaan, en sindsdien is democratie altijd vormgegeven door middel van verkiezingen.
Volgens sommige politicologen bevatten verkiezingen nog steeds een oligarchisch element. Kiezers zijn geneigd personen te kiezen die een of meerdere eigenschappen vertonen, die als positief beschouwd worden en bovendien zeldzaam zijn. Verder zijn ze geneigd op mensen te stemmen die op een of andere manier opvallen, of bekend zijn. Hierdoor heeft niet iedere kandidaat a priori even veel kans om gekozen te worden. Verder zijn rijke personen, of personen met rijke bondgenoten, beter in staat een verkiezingscampagne te voeren en mensen te mobiliseren dan mensen die minder geld hebben.

## Democratie en scheiding der machten
Een belangrijk, maar geen cruciaal kenmerk van een democratie is dat zij in haar instellingen en wetten vele uiteenlopende waarborgen kent tegen een ongezonde machtsconcentratie. Wetgevende, uitvoerende en rechterlijke macht kunnen worden onderscheiden. Dit staat bekend als de trias politica.
De wetgevende macht wordt gevormd door het parlement. De uitvoerende macht wordt gevormd door de regering die de wetten ten uitvoer brengt in beleid. De rechterlijke macht moet de andere twee machten in evenwicht houden. Ze krijgt hiervoor een zeer onafhankelijke positie. In vele democratische staten is de band tussen wetgevende en uitvoerende macht sterker dan die tussen de rechterlijke macht en de andere twee.
Oorspronkelijk kwam dit idee van de Franse baron Charles de Montesquieu, en het past dan ook bij uitstek in een bestuurssysteem waar de macht in handen is van een elite. Door die elite in drie delen op te splitsen hoopte hij de vrijheid van het volk (dus door een soort verdeel-en-heerstechniek) te beschermen. Overigens was Montesquieu geen onvoorwaardelijke voorstander van democratie. Democratie (hieronder verstond hij directe democratie) zag hij als geschikt voor stadstaten; voor grotere territoriale staten gaf hij de voorkeur aan meer autocratische regeringsvormen.
De pers wordt in democratische landen soms wel de vierde macht of vijfde macht genoemd vanwege haar cruciale rol bij het informeren van de burgers.

## Particratie
Een representatieve democratie waarin direct-democratische besluitvorming wordt bemoeilijkt is een particratie: de politieke partijen hebben de macht. Met uitzondering van Zwitserland zijn de Europese 'democratieën' particratieën. Particratie wordt vaak verward met de democratie. Een particratie komt voornamelijk tot uiting in de partijdiscipline, waarbij in de praktijk alle verkozenen die behoren tot eenzelfde partij in het parlement over alle onderwerpen unaniem stemmen.
Representatieve democratie is in alle landen waarin representatieve democratie wordt toegepast geëvolueerd tot particratie. Michels noemde dit de ijzeren wet van de oligarchie. Deze wet stelt dat alle organisatievormen, onafhankelijk van het democratische of autocratische gehalte in het begin, onvermijdelijk oligarchisch worden. Particratieën kunnen bijgevolg worden gezien als een vorm van misbruik van delegatie in representatieve democratie. Aangezien alle representatieve democratieën particratieën zijn geworden, worden beide termen als synoniemen van elkaar gebruikt. Waarom is dit een vorm van misbruik? Er zijn heel wat publicaties die de efficiëntie van representatieve democratie vergelijken met de efficiëntie van directe democratie. Bijvoorbeeld de hoogleraren Lars Feld in Duitsland, Kirchgasser in Zwitserland en Matsusaka in de Verenigde Staten vergeleken de efficiëntie van representatieve democratie en particratie door het vergelijken van de kosten van een bepaalde dienst als functie met de hoogte van de drempel voor het houden van een financieel referendum voor die dienst. Uit die gegevens blijkt dat hoe hoger de drempel is, hoe hoger de kosten van die dienst zijn.

## Publiekekeuzetheorie
Publiekekeuzetheorie is een tak van de economie die het gedrag in de besluitvorming van kiezers, politici en ambtenaren bestudeert vanuit het perspectief van de economische theorie. Eén bestudeerd probleem is dat elke kiezer weinig invloed heeft en derhalve een rationele onwetendheid kan hebben in politieke kwesties. Hierdoor kunnen lobbygroepen, door het winnen van het vertrouwen van kiezers, subsidies en voor hen gunstige reguleringen verwerven die schadelijk kunnen zijn voor de samenleving. 

## Kritiek op democratie
In de loop der millennia zijn er veel tegenstanders van de democratie geweest. Het sterkst leven antidemocratische sentimenten van oudsher bij de vermogende elites, die bij democratie en de bijbehorende herverdeling van macht en middelen het minst te winnen hebben. Met uitzondering van een korte periode in de 20e eeuw zijn de vermogenden bij uitstek de steunpilaren van autoritair bestuur geweest; in de 21e eeuw zijn zij dit opnieuw.
Zo was Plato tegenstander van de democratie, omdat democratie volgens hem leidt tot dictatuur. In plaats daarvan stelde hij een regering van een verlichte filosoof-koning voor. Bovendien vinden sommigen dat een democratie niet voldoende de rechten van burgers kan garanderen. Een meerderheid van de bevolking kan immers instemmen met het schenden van die rechten. John Stuart Mill waarschuwde ook voor een 'tirannie van de meerderheid'.
Vaak wordt de machtsovername in Duitsland door Hitler gebruikt als voorbeeld van de gevaren van democratie. Hitler kreeg echter van het parlement en van de bevolking – door manipulatie en intimidatie de benodigde tweederdemeerderheid voor zijn Ermächtigungsgesetz waarmee hij dictatoriale bevoegdheden verwierf. Uit dat parlement waren de communisten toen trouwens al (onder andere door geweld) verdreven.
Volgens anderen leidt een democratie juist weer tot anarchie. Anarchie zal een tegenreactie oproepen: de behoefte aan wetten, en sterke sturing, een dictator. Verder menen sommigen dat het volk simpelweg te dom is om te regeren, en dat het bestuur beter overgelaten kan worden aan mensen die er verstand van hebben. Mensen die deze argumentatie gebruiken noemen democratie wel ochlocratie, regering door de massa.
Ook op religieus gebied zijn er uitspraken gedaan tegen de democratie. Een voorbeeld is hiervan de uitspraak die ds. J. Lohuis deed bij zijn afscheidspreek in een PKN-gemeente in Scherpenisse: De overheid is Gods dienaresse, maar ik ben tegen een democratie. Het is mijn diepste overtuiging dat de democratie een uitvinding van de duivel is. We moeten immers door God geregeerd worden (Eendrachtbode).
Winston Churchill zei tegen critici van de democratie: Democracy is the worst form of government except for all those others that have been tried. (Democratie is de slechtste regeringsvorm, op alle andere methoden die al geprobeerd zijn na.)

## Schijndemocratieën
In sommige communistische geregeerde landen gebruikt(e) men het begrip democratie in de officiële naam, zoals de Duitse Democratische Republiek en de Democratische Volksrepubliek Korea. Als er al verkiezingen waren, werden deze in andere landen echter niet beschouwd als vrije verkiezingen. Soms werden verkiezingen uitgelegd als een bedreiging, niet voor de leiders maar voor het volk. Bij verkiezingen hebben sommige individuen met slechte bedoelingen de mogelijkheid om zich kandidaat te stellen. Als deze kandidaat onverhoopt het volk achter zich krijgt en zo de macht grijpt kan hij het bestuur omverwerpen en alleenheersen in het nadeel van het volk. In theorie zou de leider dus nieuwe kandidaten moeten zoeken die het goed menen met het volk en dezelfde goede bedoelingen delen met de huidige leider. In veel landen worden de kandidaten dan ook vaak bij verkiezingen voorgedragen door de machthebbers, tegenkandidaten ontbreken en vaak wordt bijvoorbeeld het publiekelijk uitleg geven over hoe men tegen de gestelde kandidaten kan stemmen, bestraft. Tegen de voorgestelde kandidaat stemmen was in communistische landen van het voormalig Oostblok echter wel mogelijk.

## E-democracy
De komst van internet leidde tot veel speculatie over nieuwe vormen van directe democratie. Digitale gemeenschappen zouden als Griekse Agora kunnen functioneren, elektronisch stemmen kan misschien de gang naar de stembus overbodig maken (en zo hopelijk leiden tot een hogere opkomst), e-mailbombardementen zouden stakingen en demonstraties misschien overbodig maken. Maar privacykwesties, anonimiteit en digitale tweedeling leiden tot controverse in het e-democracydebat. Daarnaast is veel ophef ontstaan over de oncontroleerbaarheid van het digitale stemmen: het is op afstand niet mogelijk om te controleren of er sprake is van een "vrije keuze" achter de computer.
Nochtans is in landen met een zeer hoogstaande democratie, zoals Zwitserland, reeds jaren het schriftelijk stemmen voor iedereen ingevoerd zonder dat dit in de praktijk problemen geeft; in sommige opzichten is dit vergelijkbaar met stemmen via de computer thuis.